# Daniel Estrada
Daniel Estrada Agirrezabalga (ur. 3 stycznia 1987 w Zarautz) – hiszpański piłkarz występujący na pozycji pomocnika w hiszpańskim klubie Real Sociedad.

## Kariera
Estrada rozpoczął swoją karierę w szkółce piłkarskiej Realu Sociedad. Pierwsze dwa lata w seniorskim futbolu spędził występując w trzecioligowym zespole rezerw. W sezonie 2006/07 zajął z nim drugie miejsce w grupie II, kończąc rozgrywki z dorobkiem 13 bramek.
10 lutego 2007 roku Estrada zadebiutował w barwach pierwszej drużyny, grając przez ostatnie pięć minut w przegranym 1:2 spotkaniu w Realem Madryt. Trzy miesiące później zanotował swój trzeci występ w hiszpańskiej ekstraklasie, wchodząc z ławki podczas przegranego 0:2 spotkania z Barceloną. W pierwszym sezonie rozegrał w sumie osiem spotkań, jednak nie uchronił klubu przed spadkiem do Segunda División
Przez kolejne dwa lata Estrada występował bardzo nieregularnie, a Sociedad bezskutecznie walczyło o awans. Dopiero w sezonie 2009/10 klub zajął miejsce gwarantujące powrót do Ekstraklasy, zaś sam piłkarz przyczynił się do tego, rozgrywając osiemnaście spotkań i spędzając na boisku 1538 minut.
W sezonie 2010/11 Estrada był często ustawiany przez menadżera Martína Lasarte na nietypowej dla siebie pozycji stopera. 26 lutego 2011 roku zdobył swoją pierwszą bramkę dla klubu w przegranym 1:4 meczu z Espanyolem, podczas którego zanotował także trafienie samobójcze.
W maju 2014 roku Estrada przedłużył swój kontrakt z Realem Sociedad do 30 czerwca 2015 roku.